# Elisabeth Pfund
Elisabeth Pfund als Elisabeth Hess (* 6. Juni 1946 in Bern; † 25. Februar 2006 ebenda) war eine schweizerische Grafikerin und Grafikdesignerin spezialisiert auf Gebrauchsgrafik, Fotografin, Künstlerin und Tänzerin.

## Leben und Werk
Elisabeth Pfund besuchte die Ballett-Berufsschule in Bern und machte Weiterbildungen für Ballett in Paris, London und Amsterdam. Sie unternahm zahlreich Tourneen und Gastspiele.
Ab dem Jahr 1969 erfolgt eine freie künstlerische Zusammenarbeit mit dem schweizerischen Grafiker Roger Pfund. Im Jahr 1970/1971 nahmen Roger und Elisabeth Pfund am Wettbewerb für einen Entwurf von neuen Banknoten teil. Da sich die Schweizerische Nationalbank schliesslich aber für die Noten von Ernst & Ursula Hiestand entschied, wurden die Entwürfe von Roger und Elisabeth Pfund nur für die Gestaltung der Reserveserie der Banknoten berücksichtigt.
Im Jahr 1972 wurden die Entwürfe für neue Banknoten der Schweizerischen Nationalbank auf der Documenta 5 in Kassel in der Abteilung Parallele Bildwelten: Gesellschaftliche Ikonographie gezeigt.
Elisabeth Pfund war neben dem Tanz als Malerin, künstlerischer Grafikerin, Fotografin und Illustratorin tätig.